# Aldama Estación
Aldama Estación är en ort i Mexiko.   Den ligger i kommunen Los Aldamas och delstaten Nuevo León, i den centrala delen av landet, 700 km norr om huvudstaden Mexico City. Aldama Estación ligger 106 meter över havet och antalet invånare är 490.
Terrängen runt Aldama Estación är platt. Runt Aldama Estación är det mycket glesbefolkat, med 3 invånare per kvadratkilometer. Aldama Estación är det största samhället i trakten. Trakten runt Aldama Estación består i huvudsak av gräsmarker.